# Llinda al raval de l'Hospital, 11
La llinda al raval de l'Hospital, 11 és una obra de Ripoll (Ripollès) protegida com a Bé Cultural d'Interès Local.

## Descripció
Llinda de fusta de roure situada sobre la porta d'accés a l'habitatge. La peça és irregular i mesura entre 9 i 15 centímetres d'alçada. Els seus laterals no són visibles perquè es troben tapats per l'arrebossat, i la part que es pot observar té una llargada d'un metre. La llinda té gravada la data 1743, tot i que l'últim número no es pot apreciar gaire bé.